# Візен (Золотурн)
Візен (нім. Wisen) — громада  в Швейцарії в кантоні Золотурн, округ Госген.

## Географія
Громада розташована на відстані близько 60 км на північний схід від Берна, 34 км на північний схід від Золотурна.
Візен має площу 4,8 км², з яких на 6% дозволяється будівництво (житлове та будівництво доріг), 54,1% використовуються в сільськогосподарських цілях, 39,9% зайнято лісами, 0% не є продуктивними (річки, льодовики або гори).

## Демографія
2019 року в громаді мешкало 433 особи (+4,3% порівняно з 2010 роком), іноземців було 6,7%. Густота населення становила 90 осіб/км².
За віковим діапазоном населення розподілялося таким чином: 20,1% — особи молодші 20 років, 63,3% — особи у віці 20—64 років, 16,6% — особи у віці 65 років та старші. Було 188 помешкань (у середньому 2,3 особи в помешканні).
Із загальної кількості 89 працюючих 26 було зайнятих в первинному секторі, 6 — в обробній промисловості, 57 — в галузі послуг.